# Lista de municípios do Piauí por PIB per capita
Abaixo a lista de municípios do estado do Piauí por produto interno bruto per capita (PIB per capita), com base nos levantamentos feitos pelo IBGE referentes ao ano de 2020.
| Pos. | Município                       | PIB per capita |
| ---- | ------------------------------- | -------------- |
| 1    | Baixa Grande do Ribeiro         | R$ 105.367,32  |
| 2    | Uruçuí                          | R$ 88.333,18   |
| 3    | Santa Filomena                  | R$ 79.755,28   |
| 4    | Lagoa do Barro do Piauí         | R$ 75.766,60   |
| 5    | Currais                         | R$ 66.303,65   |
| 6    | Ribeiro Gonçalves               | R$ 62.510,95   |
| 7    | Guadalupe                       | R$ 52.659,38   |
| 8    | Bom Jesus                       | R$ 44.512,93   |
| 9    | Antônio Almeida                 | R$ 41.997,77   |
| 10   | Ribeira do Piauí                | R$ 41.373,16   |
| 11   | Sebastião Leal                  | R$ 40.903,41   |
| 12   | Barreiras do Piauí              | R$ 37.497,16   |
| 13   | Caldeirão Grande do Piauí       | R$ 29.732,70   |
| 14   | Gilbués                         | R$ 28.731,95   |
| 15   | Palmeira do Piauí               | R$ 25.623,29   |
| 16   | Teresina                        | R$ 24.858,31   |
| 17   | Monte Alegre do Piauí           | R$ 23.522,87   |
| 18   | Picos                           | R$ 22.447,51   |
| 19   | Floriano                        | R$ 21.866,04   |
| 20   | São João do Piauí               | R$ 21.694,23   |
| 21   | João Costa                      | R$ 21.329,08   |
| 22   | Simões                          | R$ 19.456,17   |
| 23   | Corrente                        | R$ 19.340,59   |
| 24   | Marcolândia                     | R$ 17.948,05   |
| 25   | São Gonçalo do Gurguéia         | R$ 17.604,18   |
| 26   | Miguel Leão                     | R$ 17.413,14   |
| 27   | Parnaíba                        | R$ 17.021,64   |
| 28   | Landri Sales                    | R$ 16.600,66   |
| 29   | Lagoa do Piauí                  | R$ 16.365,94   |
| 30   | São Raimundo Nonato             | R$ 15.669,40   |
| 31   | Simplício Mendes                | R$ 15.128,68   |
| 32   | Oeiras                          | R$ 14.544,80   |
| 33   | Pajeú do Piauí                  | R$ 14.362,24   |
| 34   | Demerval Lobão                  | R$ 14.202,78   |
| 35   | Piripiri                        | R$ 14.159,14   |
| 36   | Campo Maior                     | R$ 14.081,19   |
| 37   | Alvorada do Gurguéia            | R$ 13.717,24   |
| 38   | Queimada Nova                   | R$ 13.252,51   |
| 39   | Júlio Borges                    | R$ 13.124,27   |
| 40   | Lagoinha do Piauí               | R$ 13.026,61   |
| 41   | Bertolínia                      | R$ 12.631,63   |
| 42   | Valença do Piauí                | R$ 12.566,07   |
| 43   | Água Branca                     | R$ 12.537,11   |
| 44   | Conceição do Canindé            | R$ 12.393,67   |
| 45   | Canto do Buriti                 | R$ 12.343,66   |
| 46   | Paulistana                      | R$ 12.296,03   |
| 47   | Curral Novo do Piauí            | R$ 12.172,27   |
| 48   | Regeneração                     | R$ 12.146,03   |
| 49   | Barro Duro                      | R$ 12.134,83   |
| 50   | Cajueiro da Praia               | R$ 12.111,96   |
| 51   | Sebastião Barros                | R$ 12.095,66   |
| 52   | Vila Nova do Piauí              | R$ 11.939,48   |
| 53   | Tanque do Piauí                 | R$ 11.869,59   |
| 54   | Bocaina                         | R$ 11.796,18   |
| 55   | Altos                           | R$ 11.770,84   |
| 56   | Piracuruca                      | R$ 11.622,54   |
| 57   | Monsenhor Hipólito              | R$ 11.598,76   |
| 58   | Itaueira                        | R$ 11.589,82   |
| 59   | Luís Correia                    | R$ 11.442,15   |
| 60   | Dom Expedito Lopes              | R$ 11.379,18   |
| 61   | Pio IX                          | R$ 11.241,12   |
| 62   | Alegrete do Piauí               | R$ 11.207,05   |
| 63   | Nazária                         | R$ 11.166,15   |
| 64   | Santo Antônio de Lisboa         | R$ 11.138,37   |
| 65   | Belém do Piauí                  | R$ 11.097,62   |
| 66   | Juazeiro do Piauí               | R$ 11.055,70   |
| 67   | Bom Princípio do Piauí          | R$ 11.027,67   |
| 68   | Bela Vista do Piauí             | R$ 10.949,65   |
| 69   | Cristino Castro                 | R$ 10.948,51   |
| 70   | Padre Marcos                    | R$ 10.899,55   |
| 71   | Esperantina                     | R$ 10.881,53   |
| 72   | Francisco Macedo                | R$ 10.864,74   |
| 73   | Sussuapara                      | R$ 10.800,55   |
| 74   | Jerumenha                       | R$ 10.792,44   |
| 75   | Pedro Laurentino                | R$ 10.773,67   |
| 76   | Curimatá                        | R$ 10.662,46   |
| 77   | Paquetá                         | R$ 10.645,78   |
| 78   | Porto Alegre do Piauí           | R$ 10.612,27   |
| 79   | Campo Grande do Piauí           | R$ 10.597,80   |
| 80   | São José do Peixe               | R$ 10.577,53   |
| 81   | Jatobá do Piauí                 | R$ 10.570,54   |
| 82   | São Félix do Piauí              | R$ 10.564,33   |
| 83   | Marcos Parente                  | R$ 10.555,49   |
| 84   | Olho D'Água do Piauí            | R$ 10.536,77   |
| 85   | Parnaguá                        | R$ 10.513,11   |
| 86   | Eliseu Martins                  | R$ 10.497,90   |
| 87   | Paes Landim                     | R$ 10.482,02   |
| 88   | São José do Divino              | R$ 10.462,58   |
| 89   | Elesbão Veloso                  | R$ 10.458,60   |
| 90   | Amarante                        | R$ 10.342,85   |
| 91   | São Miguel da Baixa Grande      | R$ 10.330,77   |
| 92   | Geminiano                       | R$ 10.318,12   |
| 93   | Riacho Frio                     | R$ 10.302,28   |
| 94   | Santa Cruz dos Milagres         | R$ 10.275,43   |
| 95   | Jacobina do Piauí               | R$ 10.244,47   |
| 96   | Monsenhor Gil                   | R$ 10.232,84   |
| 97   | Tamboril do Piauí               | R$ 10.218,68   |
| 98   | São João da Canabrava           | R$ 10.170,74   |
| 99   | Barra D'Alcântara               | R$ 10.170,31   |
| 100  | São José do Piauí               | R$ 10.166,95   |
| 101  | Fronteiras                      | R$ 10.158,38   |
| 102  | Brejo do Piauí                  | R$ 10.111,06   |
| 103  | Jaicós                          | R$ 10.107,94   |
| 104  | São Gonçalo do Piauí            | R$ 10.104,23   |
| 105  | Aroeiras do Itaim               | R$ 10.072,06   |
| 106  | Nova Santa Rita                 | R$ 10.047,32   |
| 107  | Dom Inocêncio                   | R$ 10.043,03   |
| 108  | Manoel Emídio                   | R$ 10.004,77   |
| 109  | Inhuma                          | R$ 9.993,08    |
| 110  | Barras                          | R$ 9.950,15    |
| 111  | Redenção do Gurguéia            | R$ 9.934,44    |
| 112  | Canavieira                      | R$ 9.918,17    |
| 113  | Flores do Piauí                 | R$ 9.890,89    |
| 114  | Santa Cruz do Piauí             | R$ 9.877,94    |
| 115  | Caridade do Piauí               | R$ 9.877,66    |
| 116  | Santo Inácio do Piauí           | R$ 9.867,06    |
| 117  | Angical do Piauí                | R$ 9.859,80    |
| 118  | Francisco Ayres                 | R$ 9.856,56    |
| 119  | Colônia do Gurguéia             | R$ 9.784,95    |
| 120  | Buriti dos Lopes                | R$ 9.743,51    |
| 121  | São João da Serra               | R$ 9.737,59    |
| 122  | Vera Mendes                     | R$ 9.707,50    |
| 123  | Pavussu                         | R$ 9.690,34    |
| 124  | José de Freitas                 | R$ 9.650,85    |
| 125  | Coivaras                        | R$ 9.645,55    |
| 126  | Passagem Franca do Piauí        | R$ 9.598,89    |
| 127  | Santa Luz                       | R$ 9.592,38    |
| 128  | Domingos Mourão                 | R$ 9.576,01    |
| 129  | Floresta do Piauí               | R$ 9.532,49    |
| 130  | Aroazes                         | R$ 9.489,48    |
| 131  | Capitão Gervásio Oliveira       | R$ 9.485,14    |
| 132  | São João da Fronteira           | R$ 9.475,72    |
| 133  | Castelo do Piauí                | R$ 9.453,46    |
| 134  | Coronel José Dias               | R$ 9.406,99    |
| 135  | Várzea Branca                   | R$ 9.398,92    |
| 136  | São Luis do Piauí               | R$ 9.391,28    |
| 137  | Novo Santo Antônio              | R$ 9.389,81    |
| 138  | Caracol                         | R$ 9.389,49    |
| 139  | São Miguel do Fidalgo           | R$ 9.378,91    |
| 140  | Caraúbas do Piauí               | R$ 9.359,66    |
| 141  | Campo Alegre do Fidalgo         | R$ 9.345,47    |
| 142  | Isaías Coelho                   | R$ 9.341,78    |
| 143  | Arraial                         | R$ 9.336,01    |
| 144  | Campinas do Piauí               | R$ 9.334,61    |
| 145  | Boa Hora                        | R$ 9.327,21    |
| 146  | Anísio de Abreu                 | R$ 9.298,27    |
| 147  | Guaribas                        | R$ 9.296,46    |
| 148  | Caxingó                         | R$ 9.220,78    |
| 149  | Pedro II                        | R$ 9.205,86    |
| 150  | Betânia do Piauí                | R$ 9.205,41    |
| 151  | União                           | R$ 9.139,08    |
| 152  | São Francisco de Assis do Piauí | R$ 9.122,43    |
| 153  | Várzea Grande                   | R$ 9.115,19    |
| 154  | Cocal                           | R$ 9.092,64    |
| 155  | São Julião                      | R$ 9.082,15    |
| 156  | São Braz do Piauí               | R$ 9.053,61    |
| 157  | Itainópolis                     | R$ 9.009,69    |
| 158  | Cocal de Telha                  | R$ 9.005,05    |
| 159  | Jurema                          | R$ 9.002,88    |
| 160  | Socorro do Piauí                | R$ 8.935,91    |
| 161  | Patos do Piauí                  | R$ 8.910,23    |
| 162  | Rio Grande do Piauí             | R$ 8.894,18    |
| 163  | São Lourenço do Piauí           | R$ 8.883,89    |
| 164  | Francisco Santos                | R$ 8.856,99    |
| 165  | Santa Rosa do Piauí             | R$ 8.853,54    |
| 166  | Dirceu Arcoverde                | R$ 8.847,46    |
| 167  | Nazaré do Piauí                 | R$ 8.830,34    |
| 168  | Cocal dos Alves                 | R$ 8.828,28    |
| 169  | São Francisco do Piauí          | R$ 8.823,96    |
| 170  | Acauã                           | R$ 8.819,73    |
| 171  | Lagoa do Sítio                  | R$ 8.801,75    |
| 172  | Alagoinha do Piauí              | R$ 8.772,48    |
| 173  | Luzilândia                      | R$ 8.730,55    |
| 174  | Nossa Senhora de Nazaré         | R$ 8.695,81    |
| 175  | Prata do Piauí                  | R$ 8.673,02    |
| 176  | Morro do Chapéu do Piauí        | R$ 8.654,41    |
| 177  | Bonfim do Piauí                 | R$ 8.610,57    |
| 178  | Pimenteiras                     | R$ 8.606,05    |
| 179  | Capitão de Campos               | R$ 8.596,85    |
| 180  | Palmeirais                      | R$ 8.587,18    |
| 181  | Nossa Senhora dos Remédios      | R$ 8.561,50    |
| 182  | São Miguel do Tapuio            | R$ 8.543,38    |
| 183  | Lagoa Alegre                    | R$ 8.532,94    |
| 184  | Cajazeiras do Piauí             | R$ 8.489,11    |
| 185  | Beneditinos                     | R$ 8.471,44    |
| 186  | Ilha Grande                     | R$ 8.467,91    |
| 187  | Agricolândia                    | R$ 8.453,12    |
| 188  | Santana do Piauí                | R$ 8.441,59    |
| 189  | Wall Ferraz                     | R$ 8.382,70    |
| 190  | Buriti dos Montes               | R$ 8.364,81    |
| 191  | Alto Longá                      | R$ 8.341,81    |
| 192  | Cristalândia do Piauí           | R$ 8.306,38    |
| 193  | São Pedro do Piauí              | R$ 8.301,66    |
| 194  | Miguel Alves                    | R$ 8.293,41    |
| 195  | Matias Olímpio                  | R$ 8.255,86    |
| 196  | Milton Brandão                  | R$ 8.248,41    |
| 197  | Hugo Napoleão                   | R$ 8.229,71    |
| 198  | Massapê do Piauí                | R$ 8.209,64    |
| 199  | Joca Marques                    | R$ 8.209,22    |
| 200  | Colônia do Piauí                | R$ 8.172,49    |
| 201  | Batalha                         | R$ 8.122,58    |
| 202  | Ipiranga do Piauí               | R$ 8.121,33    |
| 203  | Novo Oriente do Piauí           | R$ 8.112,51    |
| 204  | Porto                           | R$ 8.081,11    |
| 205  | Boqueirão do Piauí              | R$ 8.038,99    |
| 206  | Fartura do Piauí                | R$ 7.914,85    |
| 207  | Avelino Lopes                   | R$ 7.913,71    |
| 208  | Lagoa de São Francisco          | R$ 7.822,03    |
| 209  | Curralinhos                     | R$ 7.820,74    |
| 210  | Brasileira                      | R$ 7.817,64    |
| 211  | Francinópolis                   | R$ 7.817,02    |
| 212  | Pau D'Arco do Piauí             | R$ 7.799,23    |
| 213  | São João do Arraial             | R$ 7.770,35    |
| 214  | Morro Cabeça no Tempo           | R$ 7.749,96    |
| 215  | Santo Antônio dos Milagres      | R$ 7.728,84    |
| 216  | Madeiro                         | R$ 7.725,70    |
| 217  | Jardim do Mulato                | R$ 7.711,23    |
| 218  | Murici dos Portelas             | R$ 7.666,11    |
| 219  | Sigefredo Pacheco               | R$ 7.520,14    |
| 220  | Joaquim Pires                   | R$ 7.468,44    |
| 221  | Cabeceiras do Piauí             | R$ 7.465,54    |
| 222  | Campo Largo do Piauí            | R$ 7.119,85    |
| 223  | São João da Varjota             | R$ 7.098,86    |
| 224  | Assunção do Piauí               | R$ 7.026,24    |